# Damián Fernández
Damián Ariel Fernández (Merlo, Argentina; 2 de enero de 2002) es un futbolista argentino. Juega de defensa central y su equipo actual es Defensa y Justicia de la Primera División de Argentina.

## Trayectoria
Fernández entró a las inferiores de Vélez Sarsfield en 2015 proveniente de Racing Club. Fue promovido al primer equipo en la temporada 2019-20, debutando en Vélez el 31 de agosto de 2019 ante Estudiantes en la Primera División.
Fue un jugador recurrente en la campaña de Vélez campeón del 2024, anotando un gol en la victoria por 2-0 ante Huracán que consagró al equipo con el título.

## Selección nacional
Fernandés viajó con la selección adulta argentina como sparring en la Copa América 2019.
A nivel juvenil, formó parte del plantel que disputó el Torneo Internacional de Fútbol Sub-20 de la Alcudia de 2019.

## Estadísticas
Actualizado al último partido disputado el 15 de diciembre de 2024
| Club                      | Div.          | Temporada     | Liga  | Liga  | Copas nacionales | Copas nacionales | Copas internacionales | Copas internacionales | Total | Total |
| Club                      | Div.          | Temporada     | Part. | Goles | Part.            | Goles            | Part.                 | Goles                 | Part. | Goles |
| ------------------------- | ------------- | ------------- | ----- | ----- | ---------------- | ---------------- | --------------------- | --------------------- | ----- | ----- |
| Vélez Sarsfield Argentina | 1.ª           | 2019-20       | 1     | 0     | -                | -                | -                     | -                     | 1     | 0     |
| Vélez Sarsfield Argentina | 1.ª           | 2020-21       | 1     | 0     | 0                | 0                | 0                     | 0                     | 1     | 0     |
| Vélez Sarsfield Argentina | 1.ª           | 2021          | 4     | 0     | 0                | 0                | 0                     | 0                     | 4     | 0     |
| Vélez Sarsfield Argentina | 1.ª           | 2022          | 11    | 1     | 0                | 0                | 0                     | 0                     | 11    | 1     |
| Vélez Sarsfield Argentina | 1.ª           | 2023          | 10    | 0     | 1                | 0                | -                     | -                     | 11    | 0     |
| Vélez Sarsfield Argentina | 1.ª           | 2024          | 20    | 1     | 3                | 0                | -                     | -                     | 23    | 1     |
| Vélez Sarsfield Argentina | Total club    | Total club    | 47    | 2     | 4                | 0                | 0                     | 0                     | 51    | 2     |
| Total carrera             | Total carrera | Total carrera | 47    | 2     | 4                | 0                | 0                     | 0                     | 51    | 2     |

## Palmarés

### Títulos nacionales
| Título                        | Club            | País      | Año  |
| ----------------------------- | --------------- | --------- | ---- |
| Primera División de Argentina | Vélez Sarsfield | Argentina | 2024 |
| Supercopa Internacional       | Vélez Sarsfield | Argentina | 2024 |